# Ostoros moszatok
Az ostoros moszatok (Euglenophyta) vagy Euglenozoa a Discicristata ostoros fajainak egy nagy csoportja. Képviselői egysejtű, nagy sejtméretű (átlagban 15-40 µm, a legnagyobbak akár 500 µm-esek is lehetnek) fajok, melyek többsége szabadon élő, de akadnak köztük az embert is megfertőző parazita fajok. Mintegy 800–1000 fajuk ismert, ezek közül Magyarországon mintegy 230 található meg. 3 nagy csoportra oszthatók: Symbiontida (más néven Postgaardia), Euglenida és Glycomonada.

## Testfelépítésük
Az ostoros moszatok többsége egy vagy két ostorral rendelkezik, amelyek egy apikális vagy szubapikális ostorzacskóból erednek. Az ostorok gyakran kapcsolatban állnak egy sejtszájjal, amelybe baktériumokat vagy más kisebb szervezeteket terelnek. A heterotróf táplálkozást segíti még az ostor alapjából eredő mikrotubulus triplett és a sejt dorzális, illetve ventrális felszíne.
A heterotróf táplálkozás mellett a legtöbb ostoros rendelkezik kloroplasztiszokkal és fotoszintézis útján állítja elő szerves anyagát (autotrófia). A kloroplasztiszokat három membrán veszi körül, bennük klorofill-a és -b található más egyéb pigmentekkel, amelyeket zöldalgáktól származnak endoszimbiózis útján. Tartalék tápanyaguk paramilon szemcsék. Szaporodásuk kizárólag sejtosztódással történik. A mitózis során a sejtmag membránja érintetlen marad, és a magorsó azon belül jön létre.
Az ostor felépítése alapján két kisebb csoportot különítenek el: diplonemidák és Postgaardi.
A zöld szemes ostorosoknak nincs sejtfaluk, citoplazmájukban zöld színtestek találhatók. A tápanyagokat sejtszájukon keresztül veszik fel. Ostoruk segítségével képesek mozogni. Ostoruk kiindulási pontja közelében egy fényérzékelő szervecske és egy vörös szemfolt található, melyek a fényingert érzékelik, és az ostor mozgását a fény irányától függően szabályozzák. Átlagos méretük mikrométeres nagyságrendű.

## Osztályozás
Az ostoros moszatokat monofiletikus csoportként tartják számon. A Percolozoával rokon törzs, mindkettő korong alakú membránbetüremkedésekkel (crista) rendelkezik a mitokondriumban, ami csak kevés más csoportnál fordul elő. Mindkét törzs az Excavata országba tartozik. Ezzel a csoportosítással szemben léteznek eltérő álláspontok.

## Élőhelyük
Főleg szennyezett, sekély vizekben fordulnak elő. Tisztítják a vizeket, és az állatoknak táplálékul szolgálnak. Hazai vizeinkben gyakoriak a zöld szemes ostorosok.

## Genetika
A KDEL-receptor nyújtott „kapuőr”-köre kizárólag az ostoros moszatokra jellemző.